# Campionati europei di atletica leggera 2012 - Getto del peso maschile

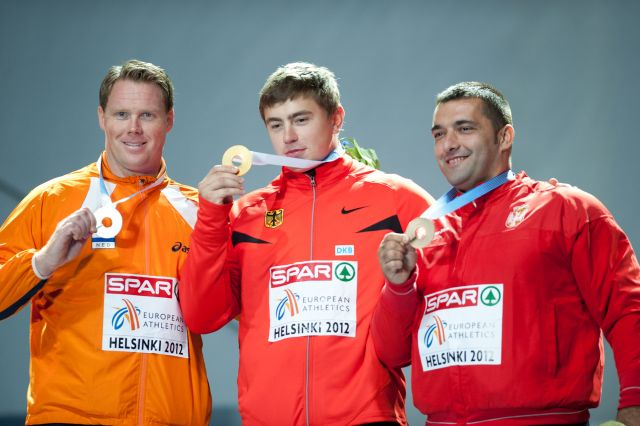
Il podio della gara di getto del peso (da sinistra): Rutger Smith, David Storl, Asmir Kolašinac.

## Podio
| Pos.    | Atleta          | Nazionalità | Misura  |
| ------- | --------------- | ----------- | ------- |
| Oro     | David Storl     | Germania    | 21,58 m |
| Argento | Rutger Smith    | Paesi Bassi | 20,55 m |
| Bronzo  | Asmir Kolašinac | Serbia      | 20,36 m |

## Record
Prima di questa competizione, il record del mondo (RM), il record europeo (EU) ed il record dei campionati (RC) sono i seguenti:
| Record                | Prestazione | Atleta                      | Data                                     | Competizione                                |
| --------------------- | ----------- | --------------------------- | ---------------------------------------- | ------------------------------------------- |
| Record mondiale       | 23,12 m     | Randy Barnes Stati Uniti    | 20 maggio 1990 Westwood, USA             |                                             |
| Record europeo        | 23,06 m     | Ulf Timmermann Germania Est | 22 maggio 1988 La Canea, Grecia          |                                             |
| Record dei campionati | 22,22 m     | Werner Günthör Svizzera     | 28 agosto 1986 Stoccarda, Germania Ovest | Campionati europei di atletica leggera 1986 |

## Programma
| Data           | Ora   | Turno          |
| -------------- | ----- | -------------- |
| 27 giugno 2012 | 09:45 | Qualificazioni |
| 29 giugno 2012 | 21:20 | Finale         |

## Risultati

### Qualificazioni
Qualificazione: Accedono alla finale gli atleti che ottengono la misura di 20,30 metri o le prime 12 migliori misure.
| Pos. | Gruppo | Atleta                    | Nazionalità          | 1ª prova | 2ª prova | 3ª prova | Risultato | Note |
| ---- | ------ | ------------------------- | -------------------- | -------- | -------- | -------- | --------- | ---- |
| 1    | B      | Rutger Smith              | Paesi Bassi          | 20,55 m  |          |          | 20,55 m   | Q    |
| 2    | A      | David Storl               | Germania             | 20,30 m  |          |          | 20,30 m   | Q    |
| 3    | A      | Antonín Žalský            | Rep. Ceca            | 19,94 m  | 19,88 m  | -        | 19,94 m   | q    |
| 4    | B      | Marco Schmidt             | Germania             | 19,18 m  | 19,85 m  | -        | 19,85 m   | q    |
| 5    | B      | Nedžad Mulabegović        | Croazia              | 19,47 m  | 19,49 m  | 19,79 m  | 19,79 m   | q    |
| 6    | A      | Kim Christensen           | Danimarca            | 18,77 m  | 18,83 m  | 19,69 m  | 19,69 m   | q    |
| 7    | A      | Borja Vivas               | Spagna               | 19,67 m  | x        | x        | 19,67 m   | q    |
| 8    | B      | Marco Fortes              | Portogallo           | 19,15 m  | 18,84 m  | 19,66 m  | 19,66 m   | q    |
| 9    | B      | Hüseyin Atici             | Turchia              | 17,96 m  | x        | 19,64 m  | 19,64 m   | q    |
| 10   | A      | Asmir Kolašinac           | Serbia               | 19,42 m  | 19,62 m  | x        | 19,62 m   | q    |
| 11   | A      | Dmytro Savyc'kyj          | Ucraina              | 19,23 m  | 19,52 m  | 19,51 m  | 19,52 m   | q    |
| 12   | B      | Lajos Kürthy              | Ungheria             | x        | 19,11 m  | 19,48 m  | 19,48 m   | q    |
| 13   | A      | Leif Arrhenius            | Svezia               | x        | 18,64 m  | 19,33 m  | 19,33 m   |      |
| 14   | A      | Carl Myerscough           | Regno Unito          | 18,61 m  | 19,30 m  | x        | 19,30 m   |      |
| 15   | A      | Māris Urtāns              | Lettonia             | 19,08 m  | 19,25 m  | x        | 19,25 m   |      |
| 16   | B      | Georgi Ivanov             | Bulgaria             | 19,14 m  | 19,02 m  | x        | 19,14 m   |      |
| 17   | B      | Hamza Alić                | Bosnia ed Erzegovina | 18,66 m  | 18,84 m  | 19,03 m  | 19,03 m   |      |
| 18   | B      | Mihaíl Stamatóyiannis     | Grecia               | 18,68 m  | 18,94 m  | 18,95 m  | 18,95 m   |      |
| 19   | B      | Ladislav Prášil           | Rep. Ceca            | 18,87 m  | x        | x        | 18,87 m   |      |
| 20   | A      | Marin Premeru             | Croazia              | 18,71 m  | x        | 18,56 m  | 18,71 m   |      |
| 21   | B      | Bozidar Antunovic         | Serbia               | 18,69 m  | x        | 18,56 m  | 18,69 m   |      |
| 22   | A      | Ódinn Björn Thorsteinsson | Islanda              | x        | 18,19 m  | x        | 18,19 m   |      |
| 23   | A      | Georgios Arestis          | Cipro                | 18,16 m  | 18,13 m  | 18,15 m  | 18,16 m   |      |
| 24   | B      | Adriatik Hoxha            | Albania              | 16,40 m  | x        | 17,00 m  | 17,00 m   |      |
|      | B      | Damian Kusiak             | Polonia              |          |          |          | DNS       |      |
|      | A      | Anton Ljuboslavskij       | Russia               |          |          |          | DNS       |      |

Legenda:
- x = Lancio nullo;
- - = Passa il turno;
- Q = Qualificato direttamente;
- q = Ripescato;
- NM = Nessun lancio valido;
- DNS = Non è sceso in pedana.

### Finale
La finale si è svolta a partire dalle 21:20 del 29 luglio 2012 ed è terminata dopo un'ora circa.
| Pos.    | Atleta             | Nazionalità | 1ª prova | 2ª prova | 3ª prova | 4ª prova | 5ª prova | 6ª prova | Misura  | Note                                     |
| ------- | ------------------ | ----------- | -------- | -------- | -------- | -------- | -------- | -------- | ------- | ---------------------------------------- |
| Oro     | David Storl        | Germania    | 21,19 m  | x        | 21,58 m  | x        | x        | -        | 21,58 m | Miglior prestazione personale stagionale |
| Argento | Rutger Smith       | Paesi Bassi | 20,25 m  | x        | 20,55 m  | x        | 20,15 m  | x        | 20,55 m | =                                        |
| Bronzo  | Asmir Kolašinac    | Serbia      | 20,22 m  | 20,36 m  | x        | 19,88 m  | 20,33 m  | x        | 20,36 m |                                          |
| 4       | Hüseyin Atici      | Turchia     | 18,70 m  | 20,24 m  | 20,02 m  | 20,08 m  | 19,89 m  | x        | 20,24 m |                                          |
| 5       | Marco Fortes       | Portogallo  | 19,47 m  | 19,29 m  | 20,24 m  | 19,38 m  | 19,84 m  | 18,54 m  | 20,24 m |                                          |
| 6       | Antonín Žalský     | Rep. Ceca   | 19,94 m  | x        | 19,63 m  | x        | x        | x        | 19,94 m |                                          |
| 7       | Borja Vivas        | Spagna      | 19,54 m  | 19,59 m  | 19,81 m  | 19,37 m  | 19,35 m  | 19,37 m  | 19,81 m |                                          |
| 8       | Marco Schmidt      | Germania    | 19,42 m  | 19,65 m  | x        | x        | x        | 18,97 m  | 19,65 m |                                          |
| 9       | Lajos Kürthy       | Ungheria    | 19,23 m  | x        | 19,55 m  |          |          |          | 19,55 m |                                          |
| 10      | Dmytro Savyc'kyj   | Ucraina     | 19,30 m  | x        | 19,30 m  |          |          |          | 19,30 m |                                          |
| 11      | Nedžad Mulabegović | Croazia     | 19,26 m  | x        | 19,09 m  |          |          |          | 19,26 m |                                          |
| 12      | Kim Christensen    | Danimarca   | 18,72 m  | 19,00 m  | 18,91 m  |          |          |          | 19,00 m |                                          |

Legenda:
- x = Lancio nullo;
- - = Passa il turno;
- NM = Nessun lancio valido;
- DNS = Non è sceso in pedana.